# 良岑衆樹
良岑 衆樹（よしみね の もろき）は、平安時代前期の貴族。良岑安世の孫で、左中弁・良岑晨直（または農直）の次男。従四位上・参議。

## 官歴
| 和暦            | 西暦          | 叙位任官など       | 年齢（数え年） |
| --------------- | ------------- | ------------------ | -------------- |
| 元慶3年1月17日  | 879年2月11日  | 馬寮左馬少允       | 18歳           |
| 元慶8年5月7日   | 884年6月3日   | 左馬権大允         | 23歳           |
| 寛平2年4月15日  | 890年5月7日   | 左近衛将監         | 29歳           |
| 寛平7年3月28日  | 895年4月26日  | 兼東宮主馬首       | 34歳           |
| 寛平8年1月26日  | 896年2月13日  | 兼播磨少掾         | 35歳           |
| 寛平9年2月14日  | 897年3月20日  | 兼越前大掾         | 36歳           |
| 寛平9年7月7日   | 897年8月8日   | 蔵人（六位蔵人）   | 36歳           |
| 寛平9年7月13日  | 897年8月14日  | 従五位下           | 36歳           |
| 寛平9年7月16日  | 897年8月17日  | 蔵人（五位蔵人）   | 36歳           |
| 寛平9年12月13日 | 898年1月9日   | 右兵衛佐           | 36歳           |
| 昌泰2年1月11日  | 899年2月24日  | 内蔵権助           | 38歳           |
| 昌泰2年4月2日   | 899年5月15日  | 右近衛少将         | 38歳           |
| 昌泰4年2月19日  | 901年3月12日  | 兼近江介           | 40歳           |
| 昌泰4年3月15日  | 901年4月6日   | 内蔵頭             | 40歳           |
| 延喜2年1月7日   | 902年2月17日  | 従五位上           | 41歳           |
| 延喜5年1月11日  | 905年2月17日  | 兼伊予介           | 44歳           |
| 延喜5年10月17日 | 905年11月16日 | 主殿頭             | 44歳           |
| 延喜7年1月7日   | 907年2月21日  | 正五位下           | 46歳           |
| 延喜8年2月23日  | 908年3月27日  | 兼備前介           | 47歳           |
| 延喜9年4月23日  | 909年5月15日  | 左近衛少将         | 48歳           |
| 延喜10年1月7日  | 910年2月19日  | 従四位下           | 49歳           |
| 延喜10年1月21日 | 910年3月5日   | 昇殿               | 49歳           |
| 延喜11年1月13日 | 911年2月14日  | 右近衛権中将       | 50歳           |
| 延喜12年1月15日 | 912年2月5日   | 兼備前守           | 51歳           |
| 延喜15年1月7日  | 915年1月24日  | 従四位上           | 54歳           |
| 延喜15年1月15日 | 915年2月1日   | 兼近江権守         | 54歳           |
| 延喜15年8月19日 | 915年9月30日  | 蔵人頭             | 54歳           |
| 延喜16年3月28日 | 916年5月2日   | 右近衛中将         | 55歳           |
| 延喜17年1月29日 | 917年2月23日  | 参議               | 56歳           |
| 延喜17年5月20日 | 917年6月12日  | 兼伊予権守         | 56歳           |
| 延喜18年1月16日 | 918年3月1日   | 兼近江守           | 57歳           |
| 延喜19年6月3日  | 919年7月2日   | 兼治部卿           | 58歳           |
| 延喜20年9月24日 | 920年11月7日  | 卒去（参議宮内卿） | 59歳           |

## 逸話
50歳になるまで微官に留まっていた衆樹は、ある時、雨の中苦労して坂を登って石清水八幡宮に参詣した。その際、神社の前に橘の老木が茂っていたの見つけ、この橘の木のように自ら（衆樹）も老いてしまった、との趣旨の和歌を詠んだ。これを聞いた八幡神が哀れんで、その情けにより、橘の木は茂り栄え、衆樹も栄職である蔵人頭に任官されたという（『大鏡』）。

## 系譜
- 父：良岑晨直[1]（または農直[2]）
- 母：丹波氏
- 生母不明
  - 男子：良岑義方（?-957）